# Rafalus lymphus
Rafalus lymphus là một loài nhện trong họ Salticidae.
Loài này thuộc chi Rafalus. Rafalus lymphus được Maciej Próchniewicz & Heciak miêu tả năm 1994.